# Pygmorhynchus pygmaeus
Pygmorhynchus pygmaeus är en plattmaskart som beskrevs av Artois och Schockaert 1999. Pygmorhynchus pygmaeus ingår i släktet Pygmorhynchus och familjen Polycystididae. Inga underarter finns listade i Catalogue of Life.